# William Verity

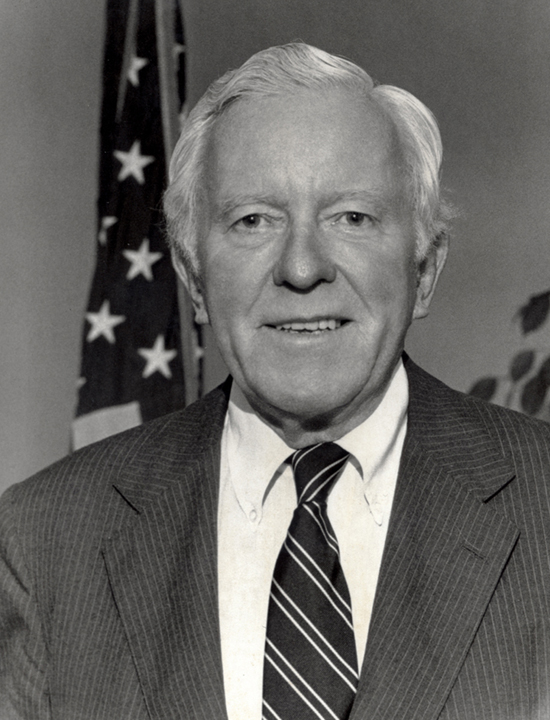
William Verity

Calvin William Verity Jr. (* 26. Januar 1917 in Middletown, Ohio; † 3. Januar 2007 in Beaufort, South Carolina) war ein US-amerikanischer Geschäftsmann und Politiker, der dem Kabinett von Präsident Ronald Reagan als Handelsminister (Secretary of Commerce) angehörte.
William Verity machte 1939 seinen Bachelor-Abschluss in Wirtschaftswissenschaften an der Yale University. Danach arbeitete er zunächst für das von seinem Großvater gegründete Stahlunternehmen Armco Steel mit Sitz in seinem Geburtsort Middletown, ehe er der US Navy beitrat und im Zweiten Weltkrieg kämpfte. Er wurde im Pazifik eingesetzt und erlangte den Rang eines Lieutenant.
1946 schied er aus dem Militär aus und kehrte zu Armco zurück. Dort bekleidete er zunächst verschiedene Direktorenposten, ehe er 1964 zunächst Vizepräsident des Unternehmens und 1971 schließlich Chairman of the Board wurde. 1982 zog er sich aus der Firma zurück.
Bereits im Jahr zuvor hatte er den Vorsitz der US-Handelskammer übernommen; ebenfalls 1981 stand er der von Präsident Reagan ins Leben gerufenen überparteilichen Arbeitsgruppe für Initiativen auf dem Privatsektor vor. Überdies war er zwischen 1979 und 1984 stellvertretender Vorsitzender des Wirtschaftsrates für die Handelsbeziehungen zwischen den USA und der Sowjetunion.
Nachdem Handelsminister Malcolm Baldrige im Juli 1987 bei einem Reitunfall ums Leben gekommen war, wurde William Verity zu dessen Nachfolger berufen. Er trat sein Amt am 19. Oktober 1987 an und gehörte dem Kabinett bis zum Ende von Reagans Präsidentschaft im Januar 1989 an. Während seiner Amtszeit gründete er die Commerce Hall of Fame, um wertvolle Mitarbeiter des Ministeriums zu ehren, sowie das Office of Space Commerce, durch welches die kommerzielle Nutzung des Weltraums ausgebaut werden sollte.